# Adelaida Ferré Gomis
Adelaida Ferré Gomis (Barcelona, 24 de febrero de 1881 - Barcelona, 9 de marzo de 1955 ) fue una encajera, folklorista, maestra e historiadora española, también conocida como Adelaida Ferré Ruiz de Narváez. 

## Biografía
Hija del pintor y decorador Pedro Ferré, los primeros estudios de Ferré fueron en la Escuela Normal Superior de Maestros. Los amplió seguidamente en la Escuela Municipal de Música de Barcelona y en la Escuela de Institutrices. Allí tuvo como maestro el folklorista Rossend Serra i Pagès (1863-1929).
En cuanto a la formación artística, entre los años 1902 y 1915, Adelaida estudió en la Escuela Superior de Artes e Industrias y Bellas Artes de Barcelona -Llotja. Compaginó los estudios artísticos con los realizados en el Instituto de las Artes del Libro y en el Instituto de Cultura y Biblioteca Popular de la Mujer, donde pudo perfeccionar sus conocimientos en torno al encaje y otras labores. Uno de los docentes de Adelaida en este instituto fue el encajero Josep Fiter Inglés, quien le debió despertar el interés por la historia del encaje.
En estos años también se expusieron sus obras en importantes exhibiciones, como la Exposición de retratos y dibujos modernos, que en 1910 se hizo en el Palacio de Bellas Artes, organizada por el Ayuntamiento de Barcelona, donde se pudo ver la pintura Retrato de la niña María Font y Ferré. También participó en la Exposición de Arte de Barcelona de 1920 y en la Exposición de hierros artísticos que organizaron el Gremio de Cerrajeros y Herreros y la Mancomunidad de Cataluña a las Galerías Layetanas del año siguiente.
Ferré enfocó tanto la práctica de labores como de artes plásticas hacia la enseñanza. Dio clases de dibujo artístico y grabado en la Escuela Municipal de Artes del distrito octavo de Barcelona; de modelado y grabado en la Escuela Municipal de ciegos, mudos y otras discapacidades; de Historia del Arte en la Escuela Profesional de la Mujer de la Diputación Provincial de Barcelona y clases de cuero repujado en la Saint George s School for Ladies de Barcelona y Acción Femenina. Pero donde Ferré pasó buena parte de su vida profesional fue en la Escuela Municipal de Oficios para la Mujer, refundada después bajo el nombre de Escuela Municipal Lluïsa Cura. Allí fue profesora de bordados y encajes desde 1911. En 1942 fue nombrada directora, y se jubiló diez años más tarde.
El espíritu pedagogo de Ferré, heredado muy seguramente de Serra y Labrador, queda bien patente en la investigación que llevó a cabo sobre cualquier aspecto relacionado con las actividades del textil consideradas femeninas, especialmente todo lo que hace referencia al encaje. Siempre interesada en la divulgación, Ferré la llevaría a cabo a través de la enseñanza en las aulas así como en numerosas conferencias y a través de artículos. 
Ferré es la gran historiadora del encaje en España.  Aparte del rigor y la seriedad de sus trabajos, la relevancia de su obra radica en el hecho de que, en el momento en el que empieza a teorizar sobre este arte, la bibliografía respectiva producida hasta el momento era muy escasa. En una primera etapa, sus estudios aparecieron en publicaciones como Juventud, Arte Joven o La Voz de Cataluña, entre otros. Entre los años 1931 y 1948 los principales estudios de Ferré aparecieron en el Boletín de los Museos de Arte de Barcelona, institución en la que colaboró documentando su fondo textil. De las investigaciones de Ferré, se obtienen infinidad de datos de gran valor y utilidad a la hora de trazar una historia de la producción textil tanto dentro como fuera de nuestras fronteras. 
Igualmente, hizo un buen trabajo de documentación y catalogación de los fondos de los museos de arte de Barcelona dirigidos por Joaquim Folch y Torres .
En cuanto al encaje de bolillos, Ferré se muestra en sus artículos como una gran conocedora de su pasado, pero también de su presente, tanto en Cataluña como en el resto de Europa. Técnicas, folclore, historia o léxico de los bolillos, Ferré trató y estudió a fondo todos estos aspectos.
Como Joan Amades y otros destacados folkloristas, también se interesó por la lengua internacional esperanto y en 1909 participó en el quinto congreso internacional de esta lengua, celebrado en Barcelona.
Hoy, esta barcelonesa es recordada por haber sido, en cierto modo y junto con Francesca Bonnemaison, el origen de la Escuela de Bolillos de Barcelona . Fue Ferré quien encargó a las hermanas Antonia y Montserrat Raventós y Ventura que dieran clases de encaje en la Escuela Lluïsa Cura, de la que ella era directora. 
Cabe destacar además la estrecha relación de Ferré con el Fomento de las Artes Decorativas y con el Centro Excursionista de Cataluña. 
El Museo de la Pesca de Palamós y la Biblioteca de Cataluña conservan exlibris de Adelaida Ferré. Asimismo, el Museo de Areyns de Mar (Museo Marès del Encaje)  guarda dos muestras de bolillos diseñadas por ella y elaboradas por Clotilde Pascual que participaron en la exposición de Barcelona de 1918 en el Palacio de Bellas Artes organizada por Fomento de las Artes Decorativas.